# Saint-Front-sur-Nizonne
Saint-Front-sur-Nizonne é uma comuna francesa na região administrativa da Nova Aquitânia, no departamento Dordonha. Estende-se por uma área de 13,56 km². Em 2010 a comuna tinha 161 habitantes (densidade: 11,9 hab./km²).